# 20 Fingers (album)
20 Fingers è l'eponimo album di debutto del gruppo musicale 20 Fingers. L'album è stato pubblicato nel 1994 trainato dal successo della criticatissima hit Short Dick Man e, in seguito, da Lick It. L'album è stato pubblicato nel 1995 in Francia con il titolo L'album, con una differente tracklist.

## Tracce
Versione tedesca:
1. Sex Machine (4:03)
2. Round We Go (3:59)
3. Cave Man (3:31)
4. Putang Ina Mo (4:09)
5. Bring It on Bac (5:36)
6. Choke My Chicken (3:34)
7. 100% Woman (4:09)
8. The Raw (5:40)
9. You're a Dog (3:57)
10. Holding on to Love (3:59)
11. Position #9 (4:32)
12. Mr. Personality (4:04)
13. Lick It (3:34)
14. Take Your Time (3:40)
15. Work That Love (3:32)
16. Popsicle Love (4:01)
17. Fatboy (3:34)
18. Electric Slide (3:45)
19. Little Melody (That Damn Song) (3:57)

La versione americana ha la stessa tracklist della versione tedesca eccetto l'inclusione di Short Dick Man al posto di You're a Dog. Alcune canzoni sono anche incluse nell'album di Gillette On the Attack.
Versione francese:
1. Sex Machine (feat. Katrina)
2. Round We Go (feat. Big Sister)
3. Electric Slide (feat. Dance Factor)
4. She Won't Know (feat. Dania)
5. 100% Woman (feat. Vikir)
6. Short Dick man (feat. Gillette)
7. Holding On To Love (feat. Rochelle)
8. Position No.9 (feat. Nerada)
9. Mr Personality (feat. Gillette)
10. Lick It (feat. Roula)
11. Posicle Love (feat. Cassandra)
12. Putang Ina Mo
13. I'm In Love (feat. A' Lisa B)
14. Praying For An Angel (feat. Rochelle)